# Basza (król Izraela)
Basza lub Baasza, hebr. ‏בַּעְשָׁא‎ (? - 886 p.n.e.) – król Izraela (państwa północnego) od 909 p.n.e.
Obalił Nadaba zabijając następnie wszystkich potomków rodu Efraima, z którego wywodzili się dwaj wcześniejsi królowie Izraela.
Zaczął umacniać miasto Rama na pograniczy z Judą, co zaniepokoiło króla judzkiego Asę. Wysłał on poselstwo z darami do króla Aramu Ben-Hadada w Damaszku w celu pozyskania go przeciwko Izraelowi. Ben-Hadad przekonany bogatymi darami wszczął wojnę z Baszą, atakując Ijjon, Dan, Abel koło Bet-Maaka, Kinerot aż do kraju Neftalego. Król izraelski musiał wycofać się z Rama (Pierwsza Księga Królewska 15,17-22).
Po śmierci został pochowany w Tirsie. Według Biblii (Pierwsza Księga Królewska 16,1-6) za odstępstwo od wiary podobnie jak  poprzednicy jego ród z woli bożej został usunięty z tronu i zgładzony.